# Dizionario delle idee: scienza, politica, morale
Dizionario delle idee: scienza, politica, morale è un libro compilato con estratti delle opere e del pensiero di Auguste Comte, curato da Stefania Mariani.

## Contenuti
Le voci del dizionario partono dalla "A" di "Amore", "Anarchia intellettuale", "Animali" per arrivare alla "V" di "Vita industriale" e "Vivisezione", passando attraverso "Civiltà", "Classificazione delle scienze", "Comunismo e positivismo", "Divisione del lavoro", "Metodo comparativo", "Morale", "Positivismo", "Scienza", "Teologico" tra quelle principali.
I brani raccolti del Dizionario, sono stati estratti dalle Oeuvres d'Auguste Comte (Paris, Anthropos, 1968-1971, 12 volumi) che comprende le seguenti opere:
- Séparation générale entre les opinions etles désirs, 1819.
- Sommaire appréciation de l'ensemble du passé moderne, 1820.
- Prospectus des travaux scientifiques nécessaires pour réorganiser la société, 1822.
- Considérations sur le pouvoir spirituel,1826.
- Cours de philosophie positive, 1830.
- Discours préliminaire sur l'esprit positif, 1844.
- Discours préliminaire sur l'ensamble du positivisme, 1848.
- Système de politique positive ou Traité de sociologie instituant la Religion de l'Humanité, 1851.
- Catéchisme positiviste, 1852.

Il cardine delle riflessioni sulla natura, sulla scienza, sulla economia è la filosofia positivista; il quadro complessivo pare coerente, nonostante l'ipotesi di una dicotomia fra il positivismo scientifico del Corso di filosofia ed il positivismo religioso degli scritti maturi.
L'attualità della filosofia di Comte emerge anche dalla ricerca di un piano morale, necessario per appianare quei conflitti che gli altri ambiti, come quello scientifico-tecnico e politico-economico non sembrano in grado di risolvere.

## Edizioni
- Auguste Comte, Dizionario delle idee:scienza, politica, morale, Editori Riuniti, 1999,  pp.111 , cap.1.